# Khel (film 1991)
Khel (Gra) - komediodramat bollywoodzki z 1991 roku. W rolach głównych Madhuri Dixit, Anil Kapoor i Anupam Kher (nagrodzony za rolę komediową). Reżyser : Rakesh Roshan (Kaho Naa... Pyaar Hai, Krrish)
Muzykę do filmu skomponował brat reżysera Rajesh Roshan, twórca muzyki do takich filmów jak Kaala Patthar, King Uncle, Karan Arjun, Koyla, Kudrat, Koi... Mil Gaya, Krrish', Aetbaar, czy Kaho Naa... Pyaar Hai,  Na Tum Jaano Na Hum.

## Obsada
- Aparajita – Mrs. Shanti Mishra
- Prem Chopra – Balwant
- Madhuri Dixit –  Seema
- Vijayendra Ghatge – Ravi
- Dinesh Hingoo – Hasmukh Lal
- Kamaldeep – Madam's Manager (Bald Guy)
- Anil Kapoor – szef policji Dutta Dharmadhikari
- Bharat Kapoor – starszy brat Vinoda
- Satyendra Kapoor – Sinha
- Satish Kaul – Vinod Mishra
- Anupam Kher – wuj Seemy
- Shashi Kiran – kierowca czerwonego samochodu
- Sujit Kumar – Principal
- Mac Mohan – inspektor policji S. Kumar
- Alok Nath – Anand
- H.L. Pardesi – producent filmowy
- Yunus Parvez – Mr. Mangaram
- Rakesh Roshan – Tara Jaisingh's Manager
- Mala Sinha – Sulakshana Devi
- Vivek Vaswani – Sanjay Gupta
- Sonu Walia – Tara Jaisingh